# Stazione di Aggius
Stazione di Aggius vasútállomás Olaszországban, Szardínia régióban, Aggius településen.

## Vasútvonalak
Az állomást az alábbi vasútvonalak érintik:
- Sassari-Tempio-Palau-vasútvonal

## Kapcsolódó állomások
A vasútállomáshoz az alábbi állomások vannak a legközelebb: 
- Stazione di Bortigiadas
- Tempio railway station